# Wolfgang Funkel
Wolfgang Funkel (ur. 10 sierpnia 1958 w Neuss) – piłkarz niemiecki, grający na pozycji obrońcy.
Funkel nie był wybitnym piłkarzem, choć na przełomie lat osiemdziesiątych i dziewięćdziesiątych uznawany był za jednego z solidniejszych obrońców Bundesligi. W 1986 roku dwukrotnie zagrał w reprezentacji Niemiec (debiut 14 maja w meczu z Holandią).
W 1988 razem z reprezentacją RFN zdobył brązowy medal na igrzyskach olimpijskich w Seulu.
Po zakończeniu kariery rozpoczął pracę trenerską. Obejmował m.in. funkcję asystenta Wolfganga Wolfa w pierwszoligowym FC Kaiserslautern.
Jego starszy brat, Friedhelm Funkel w latach osiemdziesiątych był również cenionym piłkarzem, a później zajął się pracą trenerską.
Kariera zawodowa:
- 1980 - 1984 Rot-Weiss Oberhausen
- 1984 - 1991 Bayer Uerdingen
- 1991 - 1995 FC Kaiserslautern
- Liczba meczów w Bundeslidze: 305
- Liczba goli w Bundeslidze: 41
- Liczba meczów w reprezentacji: 2

Sukcesy:
- Puchar RFN: 1985
- Wicemistrzostwo RFN: 1994